# جنگجویان (فیلم)
جنگجویان (به هندی: Kshatriya) یا دست تقدیر فیلمی محصول سال ۱۹۹۳ و به کارگردانی جی. پی. دوتا است. در این فیلم بازیگرانی همچون سونیل دات، دهر مندرا، میناکشی سشادری، وینود کانا، سانجی دات، سانی دیول، راوینا تاندون، راکهی گولزار، دیویا بهرتی، کبیر بدی، پریم چوپرا، پانت ایثار ایفای نقش کرده‌اند.
این فیلم در ایران با نام دست تقدیر دوبله و پخش شده‌است.

## بازیگران و صداپیشگان
| نقش             | بازیگر         | دوبلُر             |
| پرتابی سینگ     | درمندرا        | حسین عرفانی       |
| جاسوانت سینگ    | وینود خانا     | پرویز ربیعی       |
| باوانی سینگ     | سونیل دات      | امیرهوشنگ قطعه ای |
| وینی پرتاب سینگ | سانی دئول      | منوچهر والی زاده  |
| ویکرام سینگ     | سانجی دات      | سعید مظفری        |
| نیلما سینگ      | راوینا تاندون  | مینو غزنوی        |
| تانوی           | دیویا بهاراتی  | مریم شیرزاد       |
| ماهشواری دوی    | راکهی گلزار    | زهره شکوفنده      |
| سومان           | سومالتا        | ناهید شعشعانی     |
| آجی سینگ        | پریم چوپرا     | نصرالله مدقالچی   |
| شاکتی سینگ      | پونیت ایثار    | سیامک اطلسی       |
| مادهو           | میناکشی سشادری | فریبا رمضان پور   |
| تاکور گنگ سینگ  | کبیر بدی       | حمید منوچهری      |

|-
|}